# کریس ردفیلد
کریس ردفیلد (ژاپنی: クリス・レッドフィールド هپبورن: Kurisu Reddofīrudo) عنوان یک شخصیت ساختگی در مجموعه بازی‌های رزیدنت ایول است که توسط شرکت کپ‌کام ساخته شده است. این کاراکتر برای اولین بار در نسخه رزیدنت ایول ۱ به عنوان یکی از بازیکنان اصلی در کنار جیل ولنتاین حضور یافت. به او لقب ناآگاه در ادارهٔ تیم را دادند، و در رزیدنت ایول کد: ورونیکا در بخش دوم بازی، جایی که تلاش می‌کند خواهر کوچکتر خود، کلر ردفیلد را از دست شرکت آمبرلا واقع در جزیرهٔ راکفورت آزاد کند، بازمی‌گردد. کریس همچنین در کنار شوا آلومار، به عنوان شخصیت اصلی در رزیدنت ایول ۵ حضور داشت؛ جایی که مجبور شد، برای مدتی با دوست و همکار قدیمی خود، جیل ولنتاین به نبرد بپردازد. او همچنین در بازی رزیدنت ایول: تاریخچه آمبرلا، در مأموریت مربوط به نسخهٔ نخست بازی (Mansion Insident) و مأموریت (Umbrella's End)، و در بازی رزیدنت ایول: تاریخچه تاریکی، در مأموریت مربوط به بازی کد ورونیکا، در بخش دوم این مأموریت، حضور داشت. کریس یکی از چهار شخصیت اصلی در بازی رزیدنت ایول ۶ است، که در کنار همکارش پی‌یرس نیوانس سعی در جلوگیری از یک حمله جهانی بیوتروریسم را دارد. او در رزیدنت ایول ۷: بایوهزرد نیز حضور داشت جایی که با ایتن وینترز همراه شد و با لوکاس بیکر به نبرد پرداخت. کریس در رزیدنت ایول ویلیج به عنوان شخصیت مثبت قرار دارد که به کمک ایتن وینترز می‌پردازد.

## تاریخچه
کریس ردفیلد در سال ۱۹۷۳ یعنی شش سال پیش از خواهر خود کلر، متولد شد. او در سن هفده سالگی به نیروی هوایی دولت ایالات متحده پیوست و به یک تیرانداز و خلبان ماهر تبدیل شد. در صورت چشم پوشی از مهارت خلبانی بالای کریس، او نشان داد که در استفاده از انواع سلاح‌های گرم و سرد دارای مهارت‌های برجسته‌ای در کنار هم رسته‌های خود بود. اگرچه او سرباز بااستعدادی بود، اما همیشه در حال ستیز با ویژگی‌های درونی اش بود. او ناتوان در درک درست از اتفاقات پیرامون خود، بدون صحبت پیرامون آن‌ها بود. متأسفانه، او در یکجا ماندن و مبارزه با خود، برای پیدا کردن خودش ناتوان بود و در سن ۲۴–۲۳ سالگی، با وجود آن پروندهٔ درخشان از نیروی هوایی اخراج شد.
پس از اخراج از نیروی هوایی، او سراسر آمریکا را برای یافتن خود جستجو کرد، اما سرانجام او خود را در شهر راکون پیدا کرد. زمانی که دوست خانوادگی قدیمی او بری بارتون، پیشنهاد داد تا خود را در گروه پلیس S.T.A.R.S بیازماید، جایی که افراد ارتشی و جنگاوران نخبه‌ای در آن حضور داشتند و روند افزایشی جرم، جنایت و تروریسم را به روندی کاهشی رسانده بودند. کریس، با خود اندیشید که در آنجا می‌تواند توانایی‌های خود را نشان داده و خودش را پیدا کند. حضور بری در گروه استارز سبب شد تا بی‌درنگ، در آنجا پذیرفته شده و سرانجام، پس از نمایش توانایی‌هایش در تیم آلفا قرار گیرد. حضور او در گروه استارز و تیم آلفای آن، باعث شد تا با جیل ولنتاین ملاقات کند و ماجراهای گوناگونی را در آینده به وجود آورند.

## کابوس رویداد عمارت اسپنسر
در ژوئیه سال ۱۹۹۸، تیم آلفای استارز برای جستجوی تیم براوو، به مکان مفقود شدنشان، یعنی در دامنهٔ کوهستان آرکلی، فرستاده شدند. رئیس کل استارز، آلبرت وسکر نیز شخصاً در مأموریت حضور داشت. زمانی که تیم در حال جستجو در آن مکان جنگلی بودند، جوزف فراست توسط سگ‌های وحشی و غیرطبیعی مورد حمله قرار گرفت، جیل که این صحنه را مشاهده می‌کرد، همچنان در شوک بود که سگ‌ها به سمت او حمله کردند، کریس او را نجات داد، آن دو در حال فرار از سگ‌ها بودند که، براد ویکرز خلبان بالگرد تیم، از آنجا فرار کرد؛ در این لحظه آلبرت وسکر هردوی آن‌ها را نجات می‌دهد و با هم به سمت عمارت فرار می‌کنند، کریس، جیل و وسکر وارد عمارت شدند و از دیگر اعضای تیم بی‌خبر بودند. کریس برای یافتن دیگر اعضای تیم، از آن دو جدا شد، او برای نخستین بار با موجودی خون‌آشام روبرو شد و او را از بین برد. در بازگشت، خبری از آلبرت وسکر و جیل ولنتاین نبود. او باید، از این عمارت اهریمنی خارج می‌شد. با پیشبرد داستان، کریس موفق شد دو نفر از اعضای تیم براوو را، زنده پیدا کند. ربکا چمبرز و ریچارد آیکن، هنوز در این عمارت زنده و به دنبال راه فرار می‌گشتند. او در ادامه، انریکو مارینی را نیز زنده یافت، انریکو رئیس تیم براوو بود و زمانی که قصد داشت تا در مورد وسکر افشاگری کند، توسط فردی ناشناس کشته شد. آن فرد ناشناس همان آلبرت وسکر بود، اما کریس متوجه نشد که چه کسی به سمت انریکو تیراندازی کرده است. با پیشبرد داستان، واقعیت‌ها مشخص می‌شود. آلبرت وسکر، حقیقت وجودی خود را معرفی می‌کند و کریس را با تایرنت آشنا می‌کند. تایرنت در همان ابتدا وسکر را می‌کشد و به کریس حمله می‌کند. مرگ وسکر یک نقشه بود، تا اعضای گروه پلیس، مردم و شرکت آمبرلا را گمراه کند. کریس تایرانت را برای بار نخست شکست داده و جیل را از بند نجات می‌دهد. او برای بار دوم نیز تایرانت را شکست داده و این بار او را نابود و سپس به همراه جیل ولنتاین و ربکا چمبرز، از عمارت می‌گریزد. بری بارتون نیز پیش از آن از عمارت فرار کرده بود. عمارت نیز، به همراه تمام زامبی‌ها، مدارک و آزمایش‌هایش، منفجر شد و در آتش سوخت.

## پس از کابوس
پس از رویداد عمارت اسپنسر، بازماندگان استارز تلاش کردند تا گزارش‌هایی را ضد شرکت آمبرلا به گوش مقامات برسانند. اما همهٔ این تلاش‌ها بیهوده بود، شرکت پیش از این به رئیس ادارهٔ پلیس شهر راکون رشوه داده بود. درست زمانی که مردم از رویدادهای پیش آمده پریشان بودند، آن‌ها همچنان از شرکت آمبرلا پشتیبانی می‌کردند. سرانجام نیز از ترس افشاگری‌های بعدی، برایان آبرونز گروه استارز را منحل اعلام و تشکیلاتی به نام Raccoon S.W.A.T را جایگزین آن کرد.
کریس از اینکه نمی‌توانست کاری انجام دهد، سخت در فشار بود. او مدرک روشنی ضد فعالیت‌های مخفی و غیرقانونی آمبرلا نداشت اما او برآن بود تا به هر شکل ممکن، آمبرلا را رسوا کند. جیل نیز تحت فشار بود تا او را از این کار بازدارد، اما کریس مصمم تر از همیشه بود.
کریس به تنهایی کار وارسی و جمع‌آوری مدرک ضد آمبرلا را آغاز کرد. هیچ‌کس چیزی نمی‌گفت مگر جیل. زمانی که کریس موفق شد با جیل صحبت کند، از او خواست تا او را در فعالیت‌هایش همراهی کند. جیل مایل نبود که کریس به تنهایی این کار را انجام دهد؛ او همچنین از بری هم درخواست کرد تا به آن‌ها کمک کند.
کریس خیلی زود از رئیس R.P.D حواست تا او را به اروپا بفرستد. این کار اشتباهی بود چون برایان آیرونز پیش از این از آمبرلا حمایت می‌کرد. او به جیل و بری گفت که می‌خواهد به مقر اصلی آمبرلا در اروپا برود و فعالیت‌های تروریستی آن‌ها را متوقف کند. جیل در شهر ماند و در حقیقت می‌خواست پیش از پیوستن به کریس مدارکی را ضد آمبرلا جمع‌آوری کند. بری نیز پس از آنکه خانواده‌اش را به مکانی امن منتقل کرد، به کریس پیوست. کریس از روی عمد، در مورد هیچ‌یک از این رویدادها با خواهر کوچکترش صحبتی نکرد؛ چون نمی‌خواست او را در خطر بیندازد؛ اما کریس نمی‌دانست که در خطر قرار گرفتن کلر، اتفاقی بود که در سرنوشت او، نوشته شده بود.

## جزیرهٔ راکفورت و جنوبگان
زمانی که کریس مشغول جمع‌آوری مدرک ضد آمبرلا، در اروپا بود؛ خواهرش به شهر آمد تا با او ملاقات کند. کلر ردفیلد بی‌خبر از همه جا پا به شهر راکون گذاشت و با لیان اسکات کندی آشنا شد. کلر متوجه شد که برادرش شهر را ترک کرده و به همراه لیان، موفق شدند از شهر بگریزند. کلر پس از فرار از شهر، به دنبال برادر خود به اروپا رفت. اما در آنجا توسط نیروهای امنیتی آمبرلا دستگیر و به جزیرهٔ راکفورت تبعید شد. او موفق شد به لیان ایمیلی فرستاده و از او درخواست کرد تا وضعیت خود را به کریس گزارش کند. لیان نیز کریس را در جریان قرار داد و سپس کریس برای نجات خواهر خود به سمت جزیرهٔ راکفورت حرکت کرد.
کریس پس از ورود به جزیره با رودریگو خووان راول روبه رو شد. رودریگو کریس را در جریان رویدادهای پیش آمده برای کلر، در جزیره قرار داد. رودریگو خیلی زود طعمهٔ موجودی به نام زالوی بزرگ شد، اما کریس موفق شد از این حمله زنده بماند. او جستجوی خود را برای یافتن و نجات کلر آغاز کرد. جزیرهٔ راکفورت مکانی بود که آلکسیا آشفورد و برادرش آلفرد آشفورد در آن حضور داشتند. پس کریس مجبور بود خود را درگیر ماجراهای آن دو نیز کند. اما جالب تر از تمام این رویدادها، حضور آلبرت وسکر در جزیره بود. وسکر برای گرفتن ویروس T.VERONICA و همچنین نابود کردن آلکسیا، پا به راکفورت گذاشته بود. طولی نکشید که وسکر و کریس با یکدیگر روبه رو شدند. کریس متوجه شد که وسکر زنده است، اما او دیگر یک انسان طبیعی نبود. آلبرت به سمت کریس حمله می‌کند و کریس با مشتی که به صورت وسکر می‌زند، متوجه می‌شود که چشمان وسکر قرمز رنگ شده است. آلبرت وسکر به یک انسان تکامل یافته تبدیل شده بود. درست زمانی که کریس در دستان وسکر در حال مرگ بود، وسکر پس از صحبت‌های آلکسیا، کریس را رها می‌کند و این بخت را به او می‌دهد تا زنده بماند. کریس همچنان در حال جستجوی کلر در جزیره بود. او سرانجام کلر را درحالی که در پشت پلکان عمارت آشفورد اسیر بود، پیدا می‌کند. سرانجام کریس پس از نبرد با آلکسیا و نابود کردن او موفق می‌شود تا راهی برای خروج از جزیره بیابد، اما وسکر، کلر را گروگان گرفته و کریس را به دنبال خود می‌کشاند. آلبرت اجازه می‌دهد تا کلر برود اما حالا او می‌توانست توانایی‌های خود را به کریس نشان دهد. کریس به هر شکل ممکن موفق می‌شود از دست وسکر گریخته و به همراه کلر از جزیره خارج شود. او مصمم تر از همیشه در اندیشهٔ رسوا کردن آمبرلا و فعالیت‌های غیرقانونی و غیرانسانی آن بود.
پس از رویداد راکفورت، کریس برای ادامهٔ فعالیت‌هایش ضد آمبرلا به جیل پیوست. جیل موفق شده بود پیش از نابودی شهر راکون، به همرا بری بارتون از شهر فرار کند. کریس و جیل در ادامه به یک گروه ضد آمبرلا و ضد سلاح‌های بیولوژیکی پیوستند. آن دو در طول پنج سال آینده فعالیت‌های زیادی را برای جمع‌آوری مدارک ضد آمبرلا انجام دادند…

## پایان آمبرلا
کابوس تمام می‌شود، همین‌جا و همین حالا!

پنج سال پس از رویداد راکفورت یعنی در سال ۲۰۰۳، کریس و جیل، اکنون در مرکز مقر روسیه ی آمبرلا حضور دارند و باید با B.O.Wهای آمبرلا مبارزه کنند. آن‌ها در ادامه توسط سرگئی ولادیمیر با جدیدترین B.O.W که نام آن T-A.L.O.S است، آشنا می‌شوند. پس از نبردی سخت و دشوار با T-A.L.O.S موفق می‌شوند تا او را نابود کنند. T-A.L.O.S در حقیقت برگ برندهٔ شرکت آمبرلا بود. آن دو پس از نابود کردن این مخلوق، امیدهای سرگئی ولادیمیر را به کمترین میزان ممکن رساندند و در حقیقت یک بار و برای همیشه به فعالیت‌های غیرقانونی آمبرلا پایان دادند. آن دو پس از فرار از آن مقر، در این حسرت بودند که هنوز، آلبرت وسکر زنده است. فعالیت‌های آمبرلا به پایان رسید، اما هنوز یک شخص بود که راه آمبرلا را دنبال کند. وسکر درتلاش بود تا از آمبرلا انتقام گرفته و بدون شریک به هدف ای خود برسد. کریس و جیل نمی‌دانستند که وسکر خود را به مقر رسانده تا حساب خود را با سرگئی ولادیمیر تسویه کند.

## پس از رویداد پایان آمبرلا
پس از این رویداد، کریس و جیل به B.S.A.A پیوستند تا در برابر شرکت‌ها و اشخاصی که فعالیت‌های غیرقانونی آمبرلا را دنبال می‌کردند، بایستند. آن دو مأموریت یافتند تا مکان وسکر را پیدا کنند. کریس و جیل برآن بودند تا فعالیت‌های شرکت‌های تولیدکنندهٔ سلاح‌های بیولوژیکی را در سرتاسر جهان، متوقف کنند.
در سال ۲۰۰۶، کریس و جیل گزارش‌های معتبری را از محل حضور بنیانگذار آمبرلا دریافت کردند. آن دو در این فکر بودند که با هجوم به مخفیگاه اسپنسر و بازداشت او، از او بازجویی کنند. پس از ورود آن‌ها به عمارت اروپایی اسپنسر، جستجو برای یافتن اسپنسر آغاز شد؛ اما این کار آسانی نبود. آن دو به هر شکل ممکن خود را به پشت اتاق اسپنسر می‌رسانند و پس از ورود به اتاق رویدادهای عجیبی را به چشم خود خواهند دید. اوزول ای اسپنسر، کشته شده و بر روی زمین افتاده است، در حالی که آلبرت وسکر در آنجا حضور داشت. وسکر پیش از آنکه کریس و جیل خودشان را به اسپنسر برسانند، حساب خود را با او تسویه کرد و اسپنسر را کشت. کریس و جیل به طرف وسکر تیراندازی کردند اما آلبرت وسکر با توانایی‌های فرا انسانی خود آن دو را شگفت زده کرد. وسکر پس از حمله به آن دو، کریس را گرفت و درست زمانی که می‌خواست کار را برای همیشه تمام کند، جیل با فداکاری خود کریس را نجات داد و به همرا وسکر به پایین سقوط کرد. B.S.A.A به مدت سه ماه در جستجوی جسد جیل بود اما هرگز جسدی از جیل پیدا نشد. آن‌ها برای گرامی‌داشت یاد جیل مراسم تدفین برگزار کردند. این اتفاق برای کریس بسیار گران تمام شد. از سویی دوست جداناشدنی خود را از دست داده بود و از سوی دیگر خود را در این رخداد، خطاکار می‌دانست. او همچنین شانس ازبین بردن وسکر را نیز از دست داده بود. او هنوز هم خود را پیدا نکرده بود…

## رویداد کیجوجو
- نوشتار اصلی: رزیدنت ایول ۵

کریس ردفیلد در رزیدنت ایول ۵

بیشتر و بیشتر خود را حیرت‌زده پیدا می‌کنم، اگر این همه نبرد بی‌ارزش انجام دادم…

سه سال بعد در سال ۲۰۰۹، کریس برای بررسی موارد قاچاق سلاح‌های بیولوژیکی در آفریقا به آنجا فرستاده می‌شود. به محض ورود کریس به منطقه خود مختار «کیجوجو»، دوست و همکار جدیدش را می‌بیند، شوا آلومار، از مقر B.S.A.A در غرب آفریقا با کریس در انجام مأموریتش همراه می‌شود. آن دو پس از دریافت سلاح‌ها و تجهیزات خود از رینارد فیشر با هم، به سوی قرار گاه گروه آلفا (که زیر مجموعه B.S.A.A بود) حرکت کردند. آن‌ها در تلاش برای جلوگیری از فعالیت‌های یک قاچاقچی سلاح‌های بیولوژیکی، به نام ریکاردو ایروینگ هستند. مردم بی‌آزار این شهر نیز قربانی آزمایش‌های بیولوژیکی و ژنتیکی قرار گرفته بودند و به موجوداتی به نام ماجینی، تغییر یافتند. آن دو سرانجام تنها بازمانده گروه آلفا، فرمانده دِ چنت را پیدا کرده و مدرکی ضد ایروینگ را از او دریافت می‌کنند. با پیشبرد داستان، کریس و شوا، ایروینگ را پیدا می‌کنند، ولی ایروینگ با کمک زنی ناشناس موفق به فرار می‌شود. ایروینگ از خود یک پرونده به جا گذاشت. کریس و شوا موفق شدند توسط آن پرونده، در مورد فعالیت‌های ایروینگ اطلاعاتی به دست بیاورند و آن را با مرکز فرماندهی در میان گذاشتند. دیری نپایید، که B.S.A.A گروه دلتا را به پشتیبانی آن دو فرستاد. فرمانده جاش استون، رهبر گروه دلتا، به کریس یک کارت حافظه که شامل عکس‌هایی از پژوهش‌های مهم بود داده و کریس با مشاهدهٔ عکس‌ها به شکل ناگهانی عکسی از جیل والنتاین را می‌بیند. پس از آن تردیدهای کریس در مورد مرگ جیل در، رویداد عمارت اروپایی اسپنسر، برطرف می‌شود. کریس و شوا به دنبال یافتن ایروینگ بودند، اما نمی‌دانستند که جیل نیز در این رویدادها حضور دارد.
با پیشبرد داستان، کریس و شوا از موقعیت تقریبی ایروینگ، که در یک پالایشگاه وابسته به شرکت ترایسل بود آگاه شدند و به سوی آنجا حرکت کردند. درست زمانی که آن دو به پالایشگاه رسیدند، ایروینگ با یک کشتی از آن مکان فرار کرد و با بمب‌های ساعتی که در پالایشگاه جاسازی کرده بود آنجا را نابود کرد، کری و شوا پیش از نابودی پالایشگاه به کمک جاش استون، از آنجا فرار می‌کنند و به دنبال ایروینگ حرکت می‌کنند. پس از رسیدن به کشتی ایروینگ و وارد شدن به آن، ایروینگ با تزریق یک ویروس به خودش، به هیولایی بزرگ تبدیل می‌شود. شوا و کریس پس از نابود کردن هیولا، از ایروینگ که در حال مرگ بود پرسسش‌هایی را مطرح کردند. ایروینگ از زنی به نام اکزلا گیونه نام برد و او را در پس این ماجراها معرفی کرد.
کریس و شوا در جستجوی این زن برآمدند. با پیشبرد بازی آن دو با اکزلا روبرو می‌شوند. کریس و شوا از او در مورد پژوهش‌های غیرقانونی شان و البته جیل می‌پرسند و اکزلا به آن‌ها توضیحاتی در آن مورد می‌دهد. آن‌ها موفق به کشف ویروسی شده بودند، که در آن، میزبان این ویروس، به موجودی به نام U-۸ تکامل می‌یافت. این B.O.W جدید دارای هوش بالاتر، قدرت تخریب بیشتر و البته با ویژگی فرمان برداری بود. اکزلا، آن دو را با این مخلوق تنها گذاشته و آن مکان را ترک می‌کند. شوا و کریس پس از یک نبرد دشوار با این موجود، او را از پای درمی‌آورند و دوباره به جستجوی اکزلا می‌پردازند.
کریس و شوا با دشواری فراوان موفق به پیدا کردن اکزلا می‌شوند. کریس باز هم در مورد جیل و مکان او، از اکزلا می‌پرسد، که در این لحظه، همان زن ناشناس که به ایروینگ کمک می‌کرد، وارد صحنه شده و با کریس و شوا در گیر می‌شود. در این درگیری نقاب زن ناشناس از صورتش جدا می‌شود، ولی هویت او همچنان نامشخص می‌ماند. در این هنگام آلبرت وسکر وارد صحنه شده و هویت آن زن را برای شوا و کریس آشکار می‌کند. آن زن ناشناس، جیل والنتاین است و اینک برای وسکر کار می‌کند. کریس که به شدت در حال تعجب است، تلاش می‌کند تا خود را به جیل بشناساند، اما گویی جیل هیچ‌کدام از حرف‌های کریس را متوجه نمی‌شود. در حقیقت جیل، با یک کپسول دارای مادهٔ P۳۰ که به سینه‌اش نصب شده بود، در کنترل وسکر قرار داشت، و از روی اراده این کار را انجام نداده بود. مادهٔ P۳۰، اثری زود گذر داشت و بنابراین باید مرتب به بدن جیل، با کمک آن کپسول تزریق می‌شد. میزان تزریق نیز با کمک یک ریموت که در اختیار وسکر بود تعیین می‌شد.
کریس و شوا بدون جیل، به حرکت خود برای پیدا کردن وسکر ادامه دادند و وارد کشتی وسکر شدند. آن دو در ادامه مجبور می‌شوند تا با اکزلا که اینک پس از تزریق ویروس توسط وسکر، به یک هیولا تبدیل شده بود، مبارزه و در نهایت با دشواری فراوان او را نابود می‌کنند. در بازگشت، جیل با کریس تماس گرفته و نقطه ضعف وسکر را برای کریس بازگو می‌کند. یک سرم به نام PG67A/W وجود دارد که اگر به مقدار زیاد به بدن وسکر تزریق شود، او را سمی می‌کند. با پیشبرد داستان، کریس و شوا، وسکر را یافته و با او مبارزه می‌کنند. پس از یک نبرد بسیار نفسگیر کریس موفق می‌شود تا این سرم را به بدن وسکر تزریق کند. سپس وسکر تعادل جسمی و روانی خود را از دست داده و به کریس می‌گوید که این پایان کار نیست. وسکر می‌خواست با یک هواپیمای موشک انداز، موشک‌های دارای ویروس Uroburos را آزاد کند. به همین منظور خود را به هواپیما رساند و آماده پرواز شد. کریس و شوا نیز به دنبال او رفته و موفق شدند خود را به هواپیما برسانند. با پیشبرد داستان هواپیما به یک منطقهٔ آتشفشانی سقوط می‌کند. وسکر ویروس Uroburos را به بدن خود وارد کرده و دارای قدرتی بسیار بیش از پیش می‌شود. کریس و شوا در پایان یک نبرد هیجان انگیز با وسکر در آن محیط آتشفشانی، موفق به شکست وسکر می‌شوند، وسکر به درون آتش سقوط می‌کند و کریس و شوا توسط یک بالگرد که جیل و جاش استون در آن بودند، نجات می‌یابند. اما این پایان ماجرا نبود و وسکر هنوز زنده بود و در درون آتش، بالگرد را گرفته بود که در این لحظه با پیشنهاد جیل، کریس و شوا با شلیک ۲ راکت به وسکر و در حالی که در آتش می‌سوخت او را نابود کردند…

بیشتر و بیشتر خود را حیرت‌زده پیدا می‌کنم، اگر این همه نبرد بی‌ارزش انجام دادم… برای آینده‌ای بدون ترس؟ بله، این ارزشمند بود.

## رویداد ادونیا
در دسامبر ۲۰۱۲ کریس به عنوان کاپیتان گروه BSAA و به همراه دیگر اعضای گروه پی‌یرس نیوانس، بن ایرهارت، کارل آنفونسو، فین ماکوالری و اندی واکر برای مبارزه با حملات بیوتروریستی به شرق اروپا و ادونیا فرستاده شدند تا با شکل جدیدی از ویروس یعنی ویروس C مبارزه کنند. در این گروه فین مسئول بمب‌گذاری بود و در هر منطقه که دربی قفل بود به وسیله بمب‌سازی آن را منفجر می‌کرد. در همین درگیری‌ها گروه BSAA به دو هیولای بزرگ که در اثر ویروس C بزرگ شده بودند برخورد می‌کند در حین مبارزه با آن‌ها جیک مولر و شری برکین نیز به کمک این گروه می‌آید و در پایان موفق می‌شوند هر دو هیولا را شکست بدهند. کمی بعد BSAA با ایدا وانگ روبرو می‌شود ایدا به آن‌ها می‌گوید که راه خروج از این مخمصه را می‌داند. کریس اشتباه کرده و به حرف ایدا اعتماد می‌کند و به همراه او می‌رود اما ایدا آن‌ها را فریب داده به اعضای گروه حمله می‌کند همه افراد گروه به جز کریس و پیرز می‌میرند.

## رویداد لانشیانگ
کریس و پیرز نیوانس موفق می‌شوند از ادونیا فرار کنند و با اعضای جدید BSAA عازم چین شدند تا با ویروس‌هایی که موجب تولید موجودات B.O.W شد مبارزه کنند. در ابتدا ورود به چین با جیک مولر و شری برکین روبرو می‌شوند که بالگردی به آن‌ها حمله کرده است. کریس به همراه گروه BSAA موفق می‌شوند که به جیک و شری کمک کنند تا آن بالگرد را منهدم کنند. چندی بعد کریس متوجه می‌شود که ایدا وانگ که در ادونیا به آن‌ها حمله کرده بود در حال حاضر در لانشیانگ حضور دارد. کریس به دنبال ایدا می‌رود و در ساختمانی وی را به دام می‌اندازد اما لیان اسکات کندی وارد ماجرا می‌شود و مانع تیراندازی کریس به ایدا می‌شود. لیان به کریس می‌گوید برای ثابت کردن جنایات سیمونز به ایدا نیاز است. در همین لحظه ایدا بمبی را در همان‌جا می‌ترکاند و از آن ساختمان فرار می‌کند. کریس و پی‌یرس به دنبال ایدا می‌روند تا به خیابان‌های لانشیانگ می‌رسند ایدا سوار بر یک ماشین فراری از آن‌ها دور می‌شود و کریس و پی‌یرس هم به دنبال وی می‌روند اما در پایان ماشین آن‌ها با موانع برخورد کرده و ایدا را گم می‌کنند. کریس و پی‌یرس به دنبال راهی برای پیدا کردن ایدا می‌گردند که وی را در عرشه یک کشتی جنگی پیدا می‌کنند ایدا از کشتی فرار می‌کند کریس وی را دنبال کرده و در یک منطقه بن‌بست در بالای ساختمانی گیر میندازند ناگهان بالگردی از بالا به ایدا تیراندازی می‌کند و ایدا به پایین پرت می‌شود و اینطور که مشخص است ایدا مرده است. کریس و پی‌یرس سوار بر یک هواپیمای جنگی می‌شوند تا تمامی موشک‌های حاوی ویروس C را نابود کنند اما یک موشک از دست آن‌ها در می‌رود و این بار شهر تاوچی را پر از ویروس می‌کند و این در حالی هست که لیان و هلنا هارپر به تازگی وارد تاوچی شده‌اند. کریس تماسی را با لیان برقرار می‌کند و می‌گوید هر چه سریعتر آن شهر را ترک کند. لیان به کریس و پی‌یرس خبر می‌دهد که جیک و شری در حال حاضر در یک زیردریایی زندانی هستند. کریس برای کمک آن‌ها به آن زیردریایی می‌رود و آن‌ها را آزاد می‌کند پس از آزاد کردن این دو با هیولایی از B.O.W مواجه می‌شود کریس و پی‌یرس به این هیولا حمله می‌کنند اما این هیولای غول پیکر آن دو را بر زمین می‌زند دست پی‌یرس گیر می‌کند و هیولا نزدیک است که کریس را بکشد در این لحظه پیرز دست خودش را قطع کرده و ویروس C را به خودش تزریق می‌کند و به سمت هیولا حمله می‌کند و کریس را نجات می‌دهد در نهایت کریس و پی یرز هیولا را از بین می‌برند اما این فداکاری برای پی‌یرس گران تمام می‌شود او که می‌داند به هیولا تبدیل می‌شود کریس را به درون محفظه نجات پرتاب می‌کند، در نهایت کریس فرار کرده و پی یرز پس از نجات جان کریس درون زیر دریایی مانده و می‌میرد.

## رویداد دالوی
در سال ۲۰۱۷، کریس یرخلاف میل خود به استخدام بلو آمبرلا درآمد و مأمور شد برای دستگیر کردن لوکاس بیکر، عضو سازمان the connections (یک سازمان رقیب آمبرلا) به دالوی در ایالت لوییزیانا برود. آن‌ها به محض رسیدن، اولین -که یک سلاح بیولوژیکی ساخته شد همان سازمان بود- را در حالت جهش یافته در حال حمله به یک شهروند به نام ایتن وینترز پیدا کردند که با اسلحه مخصوصی که برای او فرستادند توانست اولین را بکشد. همسر ایتن سه سال پیش گم شده بود و برای سازمان کار می‌کرد. اولین (که میا وظیفه اسکورت او را داشت) او و خانواده بیکر که آن‌ها را بعنوان مهمان (به دلیل ندانستن) پذیرفته بودند را آلوده و آن‌ها را مجبور به ربایش و قتل انسان‌ها کرد. اولین ایمیلی بنام میا برای ایتن فرستاده بود و او را به آنجا کشانده بود و ایتن پس از مبارزه با خانواده بیکر و شکست اولین، با همسرش میا توسط آمبرلا فرار کرد. کریس، در پی یافتن لوکاس بیکر، به معدن نمکی در نزدیکی خانه بیکرها رفت که لوکاس به آنجا فرار کرده بود. لوکاس سه سرباز آمبرلا را دستگیر کرده بود و کریس می‌بایست او و سه سرباز را پیدا می‌کرد. لوکاس برای تحقیر کریس هر سه سرباز را به صورت فجیعی کشت و بمبی را که پس از کشتن سرباز اول بر دست کریس بسته بود، پس از کشتن سرباز سوم فعال کرد. با این حال کریس با یافتن یک مخزن نیتروژن مایع بمب را خنثی کرد. در حرکت آخر لوکاس سیستم تخریب خودکار معدن را فعال کرد اما کریس جان سالم به در برد. لوکاس که کریس را مرده می‌پنداشت، ایمیلی را با نام فرستنده اولین برای فردی نامشخص آماده کرد. اما کریس لوکاس را پیدا کرد. لوکاس در یک حرکت کریس را غافلگیر کرد و با چاقو به روی کریس افتاد اما به ضرب سلاح ضد ویروس کریس به یک موجود جهش یافته تبدیل شد و به ضرب شاتگان کریس از بین رفت و کامپیوتر او هم توسط کریس نابود شد.

## کریس در رسانه‌های دیگر
- ونتورث میلر در فیلم سینمایی رزیدنت ایول: زندگی پس از مرگ، در نقش کریس ردفیلد بازی کرد.
- شخصیت کریس ردفیلد در بازی Marvel Vs. Capcom 3: Fate of Two Worlds

## کریس در مقاله‌ها و کتاب‌ها
شخصیت کریس ردفیلد در مقاله‌های زیر حضور دارد:
- Resident Evil: The Umbrella Conspiracy (برگرفته از داستان بازی رزیدنت ایول)
- Resident Evil: Caliban Cove (کتابی مستقل از داستان‌های اصلی بازی)
- Resident Evil Code: Veronica (کتابی برگرفته از داستان‌های بازی رزیدنت ایول کد: ورونیکا)

## نکات جالب
- در رزیدنت ایول ۱، یکی از لباس‌های آزاد شده برای کریس دارای طرحی شبیه به لباس خواهرش است. کریس این لباس را در روز تولدش از کلر هدیه گرفته بود.
- کریس در بازی رزیدنت ایول ۵، در کل دارای چهار لباس است، که یکی از آن‌ها مربوط به رزیدنت ایول ۱ است.